# Campo (Hiszpania)
Campo – gmina w Hiszpanii, w Aragonii, w prowincji Huesca, w comarce Ribagorza, o powierzchni 22,86 km². W 2011 roku gmina liczyła 330 mieszkańców.